# Лихошерст, Константин Юрьевич
Константин Юрьевич Лихошерст (Лют-Лихошерст) — советский военный деятель, генерал-лейтенант.

## Биография
Родился в 1921 году в селе Бербеницы. Член КПСС.
Окончил Академию Генерального штаба ВС СССР.
Участник Великой Отечественной войны: начальник штаба 113-го, 125-го гвардейского отдельного миномётного дивизиона 46-го гвардейского миномётного полка, командир 2-й батареи 1-го дивизиона, первый помощник начальника штаба 25-й гвардейской гаубичной артиллерийской Львовской Краснознамённой бригады РГК
В 1969—1973 гг. — первый заместитель командующего 8-й гвардейской общевойсковой армией.
В 1973—1979 гг. — первый заместитель командующего Уральским военным округом
Умер в 2000 году в Киеве.

## Награды
- Орден Красного Знамени
- Орден Александра Невского (28.02.1945)
- Орден Отечественной войны I степени (26.06.1945, 06.04.1985)
- Орден Красной Звезды (трижды, в т.ч 22.07.1944, 30.12.1956)
- Орден «За службу Родине в Вооружённых Силах СССР» III степени